# Liste des cavités naturelles les plus profondes de la Mayenne
La liste des cavités naturelles les plus profondes de la Mayenne recense, sous forme de tableau(x), les cavités souterraines naturelles connues dans ce département français, dont le dénivelé est supérieur ou égal à cinq mètres.
La communauté spéléologique considère qu'une cavité souterraine naturelle n'existe vraiment qu'à partir du moment où elle est « inventée » c'est-à-dire découverte (ou redécouverte), inventoriée, topographiée et publiée. Bien sûr, la réalité physique d'une cavité naturelle est la plupart du temps bien antérieure à sa découverte par l'homme ; cependant tant qu'elle n'est pas explorée, mesurée et révélée, la cavité naturelle n'appartient pas au domaine de la connaissance partagée.
La liste spéléométrique des 13 plus profondes cavités naturelles de la Mayenne (≥ cinq mètres) est actualisée à décembre 2018.
La plus profonde cavité souterraine naturelle répertoriée dans le département de la Mayenne est  « la grotte du Rey », sur la commune de Saint-Georges-sur-Erve (cf. ligne 1 du tableau ci-dessous).

## Cavités de la Mayenne (France) dont la dénivellation est supérieure ou égale à 5 mètres
13 cavités sont recensées au 31-12-2018.
| Réf. | Cavité (autres noms)          | Commune                | Massif ou zone   | Coordonnées (WGS 84)        | Dénivel. (mètres) | Développe. (mètres) | Sources ou références                                                     | Mise à jour |
| ---- | ----------------------------- | ---------------------- | ---------------- | --------------------------- | ----------------- | ------------------- | ------------------------------------------------------------------------- | ----------- |
| 1    | Grotte du Rey                 | Saint-Georges-sur-Erve | Coévrons         | 48° 10′ 04″ N, 0° 16′ 55″ O | +0030, m          | +003 000, m         | Spéléométrie de la France                                                 | 2000-12     |
| 2    | Cave à Rochefort              | Saint-Pierre-sur-Erve  | Vallée de l'Erve | 47° 59′ 38″ N, 0° 24′ 10″ O | +0027, m          | +000250, m          | Spéléométrie de la France                                                 | 2000-12     |
| 3    | Grotte de Courtaliéru         | Vimarcé                | Coévrons         | 48° 11′ 25″ N, 0° 14′ 02″ O | +0020, m          | +000920, m          | Spéléométrie de la France                                                 | 2000-12     |
| 4    | Cave à la Dérouine            | Thorigné-en-Charnie    | Vallée de l'Erve | 47° 59′ 30″ N, 0° 24′ 17″ O | +0019, m          | +000272, m          | Spéléométrie de la France                                                 | 2000-12     |
| 5    | Cave à la Bigotte             | Thorigné-en-Charnie    | Vallée de l'Erve | 47° 59′ 39″ N, 0° 23′ 59″ O | +0016, m          | +0 00085, m         | Spéléométrie de la France                                                 | 2000-12     |
| 6    | Cave à Margot                 | Thorigné-en-Charnie    | Vallée de l'Erve | 47° 59′ 34″ N, 0° 24′ 03″ O | +0014, m          | +000319, m          | Spéléométrie de la France & Mayenne-Sciences & Academia & Pour la Science | 2007-12     |
| 7    | Grotte de Voutré              | Voutré                 |                  | 48° 08′ 11″ N, 0° 17′ 33″ O | +0010, m          | NC                  | Spéléométrie de la France & BRGM 2011                                     | 2000-12     |
| 8    | Grotte de Saint-Trèche        | Saint-Jean-sur-Mayenne |                  | 48° 07′ 44″ N, 0° 45′ 08″ O | +0010, m          | +0 00053, m         | Spéléométrie de la France                                                 | 2000-12     |
| 9    | Grotte à Jean Chouan (privée) | Saint-Berthevin        |                  | 48° 03′ 30″ N, 0° 49′ 35″ O | +0009, m          | NC                  | Spéléométrie de la France                                                 | 2000-12     |
| 10   | Trou du Four à Chaux          | Louverné               |                  | 48° 06′ 39″ N, 0° 43′ 18″ O | +0009, m          | NC                  | Spéléométrie de la France                                                 | 2000-12     |
| 11   | Grotte du Pont n°2            | Cossé-en-Champagne     |                  | 47° 57′ 24″ N, 0° 18′ 35″ O | +0007, m          | NC                  | Spéléométrie de la France                                                 | 2000-12     |
| 12   | Grotte de la Roche            | Louverné               |                  | 48° 06′ 13″ N, 0° 42′ 53″ O | +0006, m          | +0 00061, m         | Spéléométrie de la France                                                 | 2000-12     |
| 13   | Grotte de la Châtaigneraie    | Changé                 |                  | 48° 05′ 44″ N, 0° 47′ 20″ O | +0005, m          | NC                  | Spéléométrie de la France                                                 | 2000-12     |